# Ann S. Moore

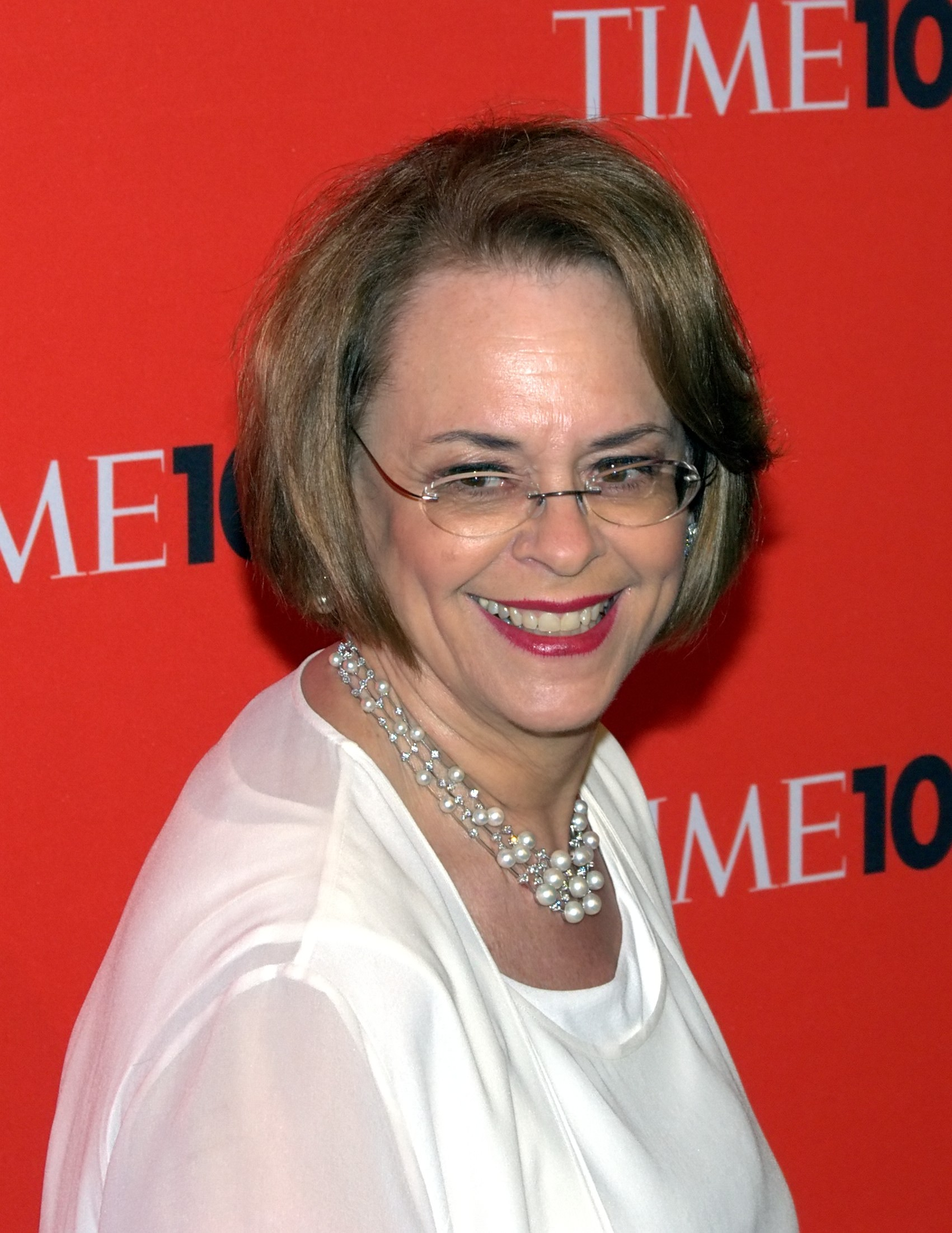
Ann Moore (2010)

Ann S. Moore (* 1950 in Biloxi, Mississippi oder in McLean, Virginia) ist eine US-amerikanische Medienmanagerin. Zwischen Juli 2002 und September 2010 war sie – als erste Frau – Chief Executive Officer der Time Inc.

## Leben
Moore erwarb 1971 an der Vanderbilt University einen Bachelor in Politikwissenschaften und 1978 an der Harvard Business School einen Master.
1978 ging Moore zu Time Inc., zunächst als Finanzanalyst für Time. 1983 wechselte sie in die Leitung von Sports Illustrated und platzierte 1989 Sports Illustrated for Kids am Zeitschriftenmarkt. Weitere Stationen ihrer Tätigkeit bei Time Inc. waren Fortune, Money und Discover. 1991 wurde sie Herausgeber von People. In den Folgejahren gründete sie mehrere Ableger, darunter InStyle und People en Español und machte People zu einer der profitabelsten Zeitschriften des Konzerns.
2001 wechselte Moore als Executive Vice President ins Management von Time Inc., 2002 wurde sie Chief Executive Officer und behielt diese Position bis 2010.
Moore ist verheiratet und hat eine Tochter.

## Auszeichnungen (Auswahl)
- 1994 Matrix Award der New York Women in Communication[5]
- The World’s 100 Most Powerful Women
  - 2004 Platz 20
  - 2005 Platz 38
  - 2006 Platz 53
  - 2007 Platz 57
  - 2008 Platz 93
  - 2009 Platz 87
- 50 Most Powerful Women in American Business[6]
  - 2005 Platz 13
  - 2006 Platz 15
  - 2007 Platz 19
  - 2008 Platz 20
  - 2009 Platz 21
- 2005 Aufnahme in die American Academy of Arts and Sciences
- 2006 Alumni Achievement Award der Harvard Business School[4]